# 小行星8224
小行星8224（8224 Fultonwright）是一颗绕太阳运转的小行星，为主小行星带小行星。该小行星于1996年8月6日发现。

## 轨道参数
小行星8224的轨道半长轴为2.7968773 UA，离心率为0.161。